# Đô thị tự trị của Philippines
Đô thị tự trị (tiếng Anh: municipality; tiếng Filipino: bayan, munisipalidad) là một đơn vị hành chính ở Philippines. Đô thị tự trị có thể được gọi là đô thị (dịch sát nghĩa của từ "bayan"). Đô thị tự trị tách biệt với thành phố (là một hạng đơn vị hành chính địa phương khác). Nói chung, một đô thị tự trị ở Philippines có thể tương đương với các huyện ở Việt Nam.
Một tỉnh bao gồm các thành phố và đô thị tự trị. Các đô thị tự trị lại được hợp thành từ các barangay. Đô thị tự trị có một số quyền tự quản đối với Chính quyền Quốc gia Philippines bởi Bộ luật Chính quyền Địa phương năm 1991.
Một đô thị tự trị, khi đạt được một cỡ dân số tối thiểu và một con số thu tổng thu nhập hàng năm tối thiểu có thể lựa chọn trở thành thành phố. Đầu tiên, một dự luật phải được thông qua bởi Hội đồng Đô thị và sau đó trình lên Tổng thống để ký thành sắc lệnh, tiếp sau người dân sẽ được trưng cầu dân ý để đồng ý hay phản đối quy chế thành phố trên. Một lợi ích khi trở thành thành phố là chính quyền thành phố sẽ có nhiều ngân sách hơn, nhưng thuế sẽ cao hơn khi còn là đô thị tự trị. Tính đến ngày 30 tháng 9 năm 2009 có khoảng 1.514 đô thị tự trị.

## Phân loại
Đô thị tự trị được phân loại theo tổng thu nhập hàng năm trung bình trong ba năm gần nhất:
- Hạng 1: Từ 50 triệu Pêsô trở lên
- Hạng 2: Từ 40 triệu Pêsô đến dưới 50 triệu Pêsô
- Hạng 3: Từ 30 triệu Pêsô đến dưới 40 triệu Pêsô
- Hạng 4: Từ 20 triệu Pêsô đến dưới 30 triệu Pêsô
- Hạng 5: Từ 10 triệu Pêsô đến dưới 20 triệu Pêsô
- Hạng 6: Dưới 10 triệu Pêsô